# Estima'm o deixa'm
Estima'm o deixa'm (originalment en anglès, Love Me or Leave Me) és una pel·lícula estatunidenca de Charles Vidor, estrenada el 1955. S'ha subtitulat al català.

## Argument
La història novel·lada de la carrera de la cantant de jazz Ruth Etting i del seu matrimoni tumultuós amb el gàngster Marty Snyder que la va ajudar a grimpar els esglaons del negoci de l'espectacle.

## Repartiment
- Doris Day: Ruth Etting
- James Cagney: Martin Snyder
- Cameron Mitchell: Johnny Alderman
- Robert Keith: Bernard V. Loomis
- Tom Tully: Frobisher
- Harry Bellaver: Georgie
- Richard Gaines: Paul Hunter
- Peter Leeds: Fred Taylor
- Claude Stroud: noia de la jungla
- Jay Adler: Orry
- John Harding: Greg Trend

## Producció
Ava Gardner va refusar el paper principal, Doris Day la va reemplaçar.

## Premis i nominacions

### Premis
- 1956: Oscar a la millor pel·lícula

### Nominacions
- 1956: Oscar al millor actor per James Cagney
- 1956: Oscar al millor guió original per Daniel Fuchs i Isobel Lennart
- 1956: Oscar a la millor banda sonora per Percy Faith i George Stoll
- 1956: Oscar a la millor cançó original per Nicholas Brodszky (música) i Sammy Cahn (lletra) per la cançó "I'll Never Stop Loving You"
- 1956: Oscar a la millor edició de so per Wesley C. Miller (M-G-M)

## Imatges de la pel·lícula

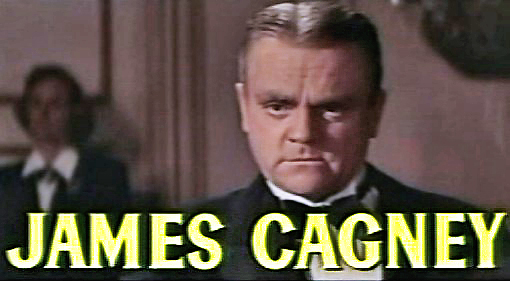
James Cagney
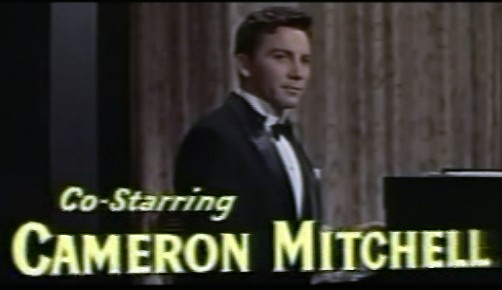
Cameron Mitchell